# Парадокс незаустављиве силе
Парадокс незаустављиве силе је класичан парадокс који се може формулисати на следећи начин:
Шта би се десило ако незаустављива сила делује на тело које се не може покренути?
Парадокс настаје зато што се говори о некомпатибилним стварима, истовременом постојању незаустављиве силе и непокретног тела.
- Логика: ако постоји таква ствар као што је незаустављива сила, онда ниједан објекат не може бити непокретан, и обрнуто. Логички је немогуће да обе претпоставке постоје у исто време (сила која не познаје отпор и објекат који ниједна сила не може да помери).
- Семантика: ако постоји нешто као што је незаустављива сила, онда је фраза непокретни објекат у том контексту бесмислена, и обрнуто, слично ако говоримо о троуглу који има четири стране.

Према савременој научној мисли, не постоје и не могу постојати незаустављиве силе и предмети који се не могу померити. Предмет који се не може померити морао би да има бесконачну инерцију и стога бесконачну масу. Такав објекат би се срушио под сопственом гравитацијом и створио црну рупу. Незаустављива сила би подразумевала бесконачну енергију која би, према једначини Алберта Ајнштајна (Е = mc2) имплицирала и бесконачну масу.

## Порекло
Најстарији пример овог парадокса може пронаћи своје корене у кинеској речи за парадокс (кин: 矛盾), што дословно значи „копље-штит“. Ова реч је настала из приче о продавцу који је покушавао да прода копље и штит. На питање колико му је копље добро, одговорио је да може да пробије сваки штит. Затим, када су га упитали колико је добар његов штит, одговорио је да може да одбрани сваки напад копљем. Након тога, једна особа је питала шта би се десило ако би узели његово копље и погодили га у штит. Продавац није могао да одговори на то, што је довело до идиома „само-контрадикторно“ (кин: 自相盾知).

## У популарној култури
- У роману All-Star Superman, Ultra-Sphinx пита Супермена то питање, на шта он одговара „Предаће се”
- У роману Walking on Glass, дато је наводно „решење” парадокса
- Финале УЕФА Лиге Европе 2022/23. је описано овим парадоксом јер је ФК Севиља највише пута победио то такмичење, а њен противник је био ФК Рома, чији је тадашњи тренер био Жозе Морињо који никада пре није изгубио Европско финале.